# The Reading 120
The Reading 120 (Univest Grand Prix de 1999 à 2011 inclus puis Bucks County Classic de 2012 à 2014 inclus) est une course cycliste disputée à Reading (Pennsylvanie) aux États-Unis. Elle fait partie de l'UCI America Tour depuis 2005, en catégorie 1.2 sauf en 2009, où elle était disputée par étapes et classée en 2.2.
Le lendemain de la course, est organisé le Critérium de Doylestown, une course créée en 2009.

## Palmarès
| Année                | Vainqueur-d         | Deuxième            | Troisième                |
| -------------------- | ------------------- | ------------------- | ------------------------ |
| Univest Grand Prix   |                     |                     |                          |
| 1999                 | Alexandre Lavallée  | Tom Boonen          | Joe Papp                 |
| 2000                 | Bert De Waele       | Stéphane Auroux     | Kenneth Mercken          |
| 2001                 | Non-disputé         |                     |                          |
| 2002                 | Todd Herriott       | Cameron Hughes (de) | Peter Knudsen            |
| 2003                 | Ted Huang           | Kevin Bouchard-Hall | Matthew Svatek           |
| 2004                 | Stéphane Bonsergent | Pascal Lievens      | Kevin Maene              |
| 2005                 | Melito Heredia      | Álvaro Tardaguila   | Amos Brumble             |
| 2006                 | Shawn Milne         | Fausto Esparza      | Sean Sullivan            |
| 2007                 | William Frischkorn  | Ryan Roth           | John Fredy Parra         |
| 2008                 | Lucas Euser         | Fredrik Ericsson    | Jonathan Patrick McCarty |
| 2009                 | Volodymyr Starchyk  | Philipp Mamos       | Patrik Stenberg          |
| 2010                 | Jonas Ahlstrand     | Michael Olsson      | Nick Frey                |
| 2011                 | Ryan Roth           | Frank Pipp          | Tom Zirbel               |
| Bucks County Classic |                     |                     |                          |
| 2012                 | Patrick Bevin       | Logan Hutchings     | Rob Britton              |
| 2013                 | Kiel Reijnen        | Joseph Lewis        | Matt Cooke               |
| 2014                 | Zachary Bell        | Stephen Leece       | Jesse Anthony            |
| The Reading 120      |                     |                     |                          |
| 2015                 | Daniel Summerhill   | Toms Skujiņš        | Christopher Jones        |
| 2016                 | Oscar Clark         | Eric Marcotte       | Andžs Flaksis            |